# Nordmazedonische Frauen-Handballnationalmannschaft
Die nordmazedonische Frauen-Handballnationalmannschaft vertritt Nordmazedonien (von 1991 bis 2019 offiziell Republik Mazedonien) bei internationalen Turnieren im Frauenhandball.
Als erster Erfolg konnte der 7. Platz bei der Weltmeisterschaft 1997 verbucht werden. Der gleiche Platz konnte bei der Heim-EM 2008 erreicht werden.

## Platzierungen bei Meisterschaften

### Weltmeisterschaften (Halle)
- Weltmeisterschaft 1997: 07. Platz
- Weltmeisterschaft 1999: 08. Platz
- Weltmeisterschaft 2001: 21. Platz[2]
- Weltmeisterschaft 2005: 15. Platz
- Weltmeisterschaft 2007: 12. Platz

### Europameisterschaften
- Europameisterschaft 1998: 08. Platz
- Europameisterschaft 2000: 08. Platz
- Europameisterschaft 2006: 12. Platz
- Europameisterschaft 2008: 07. Platz[3]
- Europameisterschaft 2012: 16. Platz[4]
- Europameisterschaft 2022: 16. Platz (von 16 Teams)

Mannschaftsaufstellung bei der Europameisterschaft 2022
- Europameisterschaft 2024: 18. Platz (von 24 Teams)

- Ivana Arsenievska, Matea Čurlinovska, Katerina Damjanovska, Bojana Dinevska, Ivana Džatevska, Teodora Dukovska, Elena Gjorgjievska, Marija Jankulovska, Jovana Kiprijanovska, Ana Marija Kolarovska, Simona Madžovska, Jovana Micevska, Iva Mladenovska, Nena Nestoroska, Dragana Petkovska, Sara Ristovska, Jovana Sazdovska, Andrea Sedloska, Sara Stefanoska; Trainer: Kristijan Grčevski

### Olympische Spiele
Bislang keine Teilnahme.

## Kader: Vorbereitung Europameisterschaft 2024
| Jovana Micevska         | CSM Slatina               |
| Matea Čurlinovska       | ŽRK Despina               |
| Dragana Petkovska       | PDO Handball Team Salerno |
| Jovana Sazdovska        | CSM Slatina               |
| Sara Ristovska          | Rapid Bukarest            |
| Ivana Gakidova          | CSM Slatina               |
| Ivana Džatevska         | Várda Kézilabda           |
| Ivana Arsenievska       | HCM Slobozia              |
| Simona Madžovska        | BSV Sachsen Zwickau       |
| Bojana Dinevska         | ŽRK Vardar                |
| Iva Mladenovska         | Brest Bretagne Handball   |
| Ana Marija Kolarovska   | ŽRK Gjorče Petrov         |
| Jovana Kiprijanovska    | Sambre-Avesnois HB        |
| Andrea Sedloska         | ŽRK Lokomotiva Zagreb     |
| Borjana Koceva          | ŽRK Metalurg              |
| Elena Gjorgjievska      | MKS Kalisz                |
| Sara Stefanoska         | ŽORK Jagodina             |
| Teodora Dukovska        | WHC Çair                  |
| Marija Jankulovska      | ŽRK Metalurg              |
| Katerina Damjanovska    | ŽRK Gjorče Petrov         |
| Nena Nestoroska         | ŽRK Kumanovo              |
| Stand: 6. November 2024 |                           |

## Spiele gegen Nationalmannschaften deutschsprachiger Länder
Alle Ergebnisse aus nordmazedonischer Sicht.

### Deutschland
| Datum             | Ort      | Ergebnis      | Anlass                         |
| 14. Dezember 2006 | Göteborg | 20:23 (10:10) | Europameisterschaft-Hauptrunde |
| 02. Dezember 2008 | Skopje   | 22:25 (10:11) | Europameisterschaft-Vorrunde   |

### Österreich
| Datum             | Ort    | Ergebnis      | Anlass                       |
| 10. Dezember 2006 | Skövde | 25:28 (15:15) | Europameisterschaft-Vorrunde |

### Schweiz
Bisher gab es noch keine Länderspiele gegen die Schweizer Auswahl.